# Правители Неаполитанского королевства

Неаполитанское королевство и другие итальянские государства в конце XV века

Список содержит монархов Неаполитанского королевства с момента его выделения из Сицилийского королевства в 1282 году и вплоть до его вхождения в состав королевства Обеих Сицилий в 1816 году.

## История
Территория Неаполитанского королевства с конца XI века входила в состав графства Сицилия, которое в 1130 году было преобразовано в Сицилийское королевство. Оно включало в себя земли в Южной Италии, а также остров Сицилия, столицей его был город Неаполь.  1266 году брат короля Франции Карл I Анжуйский при поддержке папы римского захватил Сицилийское королевство, убив короля Манфреда, а в 1268 году одолел претендовавшего на трон племянника Манфреда Конрадина, захватив его в плен и казнив. Но в 1282 году в результате восстания, известного как «Сицилийская вечерня», Сицилия вышла из-под контроля Карла, а высадившийся король Арагона Педро III, женатый на старшей дочери бывшего сицилийского короля Манфреда, был коронован сицилийской короной. Он смог одолеть анжуйцев, а в 1284 году захватил в плен Карла II Анжуйского, наследника Карла I. В итоге Сицилийское королевство разделилось на 2 части: собственно Сицилийское, в котором управляли представители Арагонской династии, и континентальное, получившее название Неаполитанского, оставшееся в руках потомков Карла I Анжуйского. Оба королевства существовали по отдельности до середины XV века, когда король Арагона и Сицилии Альфонсо V в 1442 году не присоединил к своим владениям и Неаполитанское королевство.
В 1504 году Неаполитанское королевство вошло в состав владений Арагонской, а позже Испанской короны. В составе последней оно находилось до начала XVIII века, когда оно вновь выделилось в отдельное королевство. 
В 1806 году Неаполитанское королевство было захвачено Наполеоном I и передано им своему брату Жозефу, а затем — Иоахиму Мюрату. После разгрома Наполеона оно в 1815 году было возвращено законному правителю, а в 1816 году вместе с Сицилийским было объединено в королевство Обеих Сицилий.

## Короли Неаполя
| Портрет                                                                                  | Имя                         | Годы жизни                         | Начало правления                        | Конец правления                           | Примечание |
| ---------------------------------------------------------------------------------------- | --------------------------- | ---------------------------------- | --------------------------------------- | ----------------------------------------- | --- |
| Анжу-Сицилийский дом, старшая линия                                                      |                             |                                    |                                         |                                           | |
|                                                                                          | Карло I                     | 21 марта 1227 — 7 января 1285      | 25 февраля 1266                         | 7 января 1285                             | Младший сын короля Франции Людовика VIII, граф Анжу и Мэна с 1246 года, граф Прованса и Форкалькье с 1246 года, король Сицилии в 1266—1282 годах, король Неаполя с 1266 года, король Албании с 1272 года, титулярный король Иерусалима с 1277 года, князь Ахейский с 1278 года. В 1265 году папа Климент IV уговорил Карла принять сицилийскую корону и короновал его в Риме 6 января 1266 года. 26 февраля он разбил армию короля Манфреда в битве при Беневенто, причём сам король погиб. В 1268 году он смог разбить армию племянника Манфреда, Конрадина, которого потом казнил. Но в результате восстания на Сицилии 1282 года, известного как «Сицилийская вечерня» и последующего завоевания Сицилии Арагоном, он лишился самого острова, сохранив только континентальную часть — Неаполитанское королевство. |
|                                                                                          | Карло II Хромой             | 1254 — 5 мая 1309                  | 7 января 1285                           | 5 мая 1309                                | Второй сын Карла I, князь Салернский и граф ди Лесина в 1272—1285 годах, король Неаполя и титулярный король Сицилии и Иерусалима с 1285 года, граф Анжу и Мэна в 1285—1290 годах. Стал наследником отца, поскольку его старший брат Людовик умер сразу после рождения. В 1272 году отец наделил его княжеством Салерно, графством Лесина и частью Монте-Сент-Анджело. Во время отсутствия отца Карл выполнял функции генерального викария королевства: в 1271 году, марте-июне 1272 года, с марта 1276 года по марта 1277 года. После начала восстания на Сицилии в 1282 году и последующего завоевания острова Арагоном он принимал активное участие в защите королевства. Но 5 июня 1284 года он опрометчиво напал на арагонский флот, курсировавший в Неаполитанском заливе, проиграл сражение и попал в плен, после чего был передан королю Арагона. В заключении Карл пробыл до 1288 года. 7 января 1285 года умер его отец, в отсутствие наследника королевством управлял его двоюродный брат Роберт II д’Артуа. При посредничестве короля Англии Эдуарда I в Олероне в 1288 году было заключено соглашение, по которому Карл был отпущен под залог 50 тысяч марок и трёх сыновей: кроме того, он был обязан в течение трёх лет убедить Карла Валуа, брата короля Франции Филиппа IV, отказаться от претензий на арагонский трон, а папу римского отменить отлучение. Хотя король Франции и папа Николай IV препятствовали заключению договора, Карл подписал его 28 октябре в Канфранке и 8 ноября получил свободу. Хотя папа вынудил его 12 мая 1289 года короноваться в качестве короля Сицилии, а 12 объявил о нелегитимности Олеронского и Канфранского договоров, освободив Карла II от их соблюдения, он был намерен их выполнить. 1 ноября 1289 года он явился к арагонской границе и заявил, что готов вернуться в заключение и соблюдает условия договора, а затем отправился в Париж, чтобы убедить Филиппа IV и Карла Валуа заключить мир с Арагоном. Для этого он в 1290 году предложил Карлу Валуа руку своей дочери Маргариты, пообещав, что за отказ от претензий на Арагон он отдаст в качестве приданого графства Анжу и Мэн. Предложение было принято и в 1291 году был заключён Тарасконский мирный договор между Францией и Арагоном. Однако из-за смерти короля Арагона Альфонсо III переговоры застопорились. В 1293 году Карл встретился с новым королём Арагона Хайме II, которому было предложено в течение 3 лет отдать Сицилию в обмен на мир. Только в 1295 году сторонам удалось договориться и заключить мир в Ананьи. По нему арагонский король обязался отдать Сицилию и отпустить всех пленников. Однако сицилийцы выступили против этого соглашения, избрав своим королём брата Хайме II, Федериго II. И только 31 августа 1302 года был заключён Кальтабеллотский договор, который урегулировал разделение Сицилийского королевства на 2 части. Одна из них, островная, которая именовалась «королевство Трианкрия», переходившая в качестве приданого его дочери Элеоноры под пожизненное управление её мужа Федериго II Арагонского, ставшего правителем этого королевства. Вторая, полуостровная, именуемая «королевство Сицилия», оставалась под управлением Карла II. |
|                                                                                          | Роберто Мудрый              | 1278 — 20 января 1344              | 5 мая 1309                              | 20 января 1343                            | Третий сын Карла III, герцог Калабрийский в 1296—1309 годах, князь Салернский в 1304—1309 годах, граф Пьемонта в 1309 году, король Неаполя, граф Прованса и титулярный король Сицилии и Иерусалима с 1309 года. С 29 октября 1388 года по 2 ноября 1295 года он находился в качестве заложника после освобождения отца из арагонского плена, пока не был освобождён по договору Ананьи. В 1297 году Роберт был назначен папой римским Бонифацием VIII наследником королевства. В 1309 году наследовал отцу и был коронован 9 августа папой Климентом V в Авиньоне как «король Сицилии». Он безуспешно пытался отвоевать Сицилию, для чего провёл 6 военных экспедиций против короля Федериго II. |
|                                                                                          | Джованна I                  | декабрь 1325 — 22 мая 1382         | 16/20 января 1343                       | 16 июля 1381                              | Внучка Роберта, дочь Карла (1298 — 9 ноября 1328), герцога Калабрийского, герцогиня Калабрийская в 1333—1343 годах, княгиня Салернская в 1334—1343 годах, королева Неаполя, графиня Прованса, титулярная королева Сицилии и Иерусалима с 1343 года. Объявлена дедом наследницей престола 4 ноября 1330 года. 15 января 1348 года она бежала в Прованс после нанесённого ей поражения королём Венгрии Лайошем I, мстившим за убийство своего брата Андрея, первого мужа Джованны. Чтобы профинансировать возвращение в Неаполь, она 9 июня 1348 года продала Авиньон папе римскому Клименту VI. Джованна была восстановлена на троне 17 августа 1348 года и была коронована 27 мая 1352 года вместе со вторым мужем Людовиком Тарентским, который фактически управлял королевством вплоть до смерти в 1362 году. Она поддерживала антипапу Климента VII против папы Урбана VI, из-за чего тот 11 мая 1380 года объявил о низложении Джованны и передаче неаполитанского престола Карлу III Дураццо. В последовавшей войне она была свергнута в июле 1391 года и оказалась в заключении, где была задушена. |
| Анжу-Сицилийский дом, ветвь Дураццо                                                      |                             |                                    |                                         |                                           | |
|                                                                                          | Карло III Малый             | около 1345 — 24 февраля 1386       | 16 июля 1381                            | 24 февраля 1386                           | Внук Джованни, графа ди Гравина и герцога Дураццо, младшего сына Карла II Анжуйского, сын Людовика, графа ди Гравина, князь Хорватии и Славонии, король Неаполя и титулярный граф Сицилии с 1381 года, король Венгрии с 1385 года. Как единственный выживший представитель ветви Дураццо, Карл обладал правом наследования двух корон — Неаполитанской и Венгерской. Он жил при дворе своего родственника, короля Венгрии Лайоша I, который планировал сделать его своим наследником, передав ему Далмацию и Хорватию. 11 ноября 1380 года папа римский Урбан VI объявил о передаче Неаполитанской короны Карлу, сделал его сенатором и 1 июня 1381 года короновал как «короля Сицилии». В последовавшей войне он 16 июля вошёл в Неаполь и сверг королеву Джованну I, которая попала в заключение и в 1382 году была задушена. После смерти в 1382 году короля Венгрии Лайоша I, на который была возведена его малолетняя дочь Марии, Карл как его ближайший родственник по мужской линии предъявил права на венгерский трон. В 1385 году он вторгся в Венгрию и короновался в Буде 31 декабря 1385 года, однако 7 февраля 1386 года он был смертельно ранен в результате заговора, в котором принимала участие королева-мать Елизавета, вдова Лаоша I. Вскоре после этого Карл умер. |
|                                                                                          | Владислав                   | 15 февраля 1377 — 6 августа 1414   | 24 февраля 1386                         | 6 августа 1414                            | Сын Карла III, герцог Калабрийский в 1381—1386 годах, король Неаполя и титулярный король Сицилии с 1386 года, титулярный король Венгрии в 1401—1403 годах года. Первые годы он провёл вместе с матерью, Маргаритой Дураццо, в королевском дворце в Неаполе. Однако, опасаясь, что её сына могут использовать в качестве заложника против мужа, она в 1379 году бежала с сыном в свой замок в Морконе-нель-Саннио. Только после завоевания мужем Неаполитанского королевства они смогли вернуться 11 сентября 1381 года. 5 ноября Владислав получил титул герцога Калабрийского. После убийства Карла III в Венгрии над Неаполем возникла опасность французского вторжения, поскольку папа Климент VII 28 мая 1385 года присвоил титул «короля Сицилии» юному Людовику II Анжуйскому. В королевстве начались беспорядки, подогреваемые как сторонниками Людовика, так и папой Урбаном VI. Де-факто власть Маргариты Дураццо, регента королевства, ограничивалась несколькими районами Неаполя. Весной 1387 года папа отказался выполнить просьбу регента и короновать Владислава королём Неаполя. Несмотря на это, он с 7 марта 1387 года называл себя «король Венгрии, Иерусалима и Сицилии», чтобы подтвердить легитимность своего правления. В марте 1387 года Маргарита с сыном была вынуждена перебраться в Кастель-дель-Ово, расположенный за городскими стенами. А после того как командующий анжуйской армией Оттон Брауншвейгский, муж покойной королевы Джованны I, 10 июля захватил Неаполь, Маргарита с детьми перебралась в Гаэту. После смерти Урбана VI, враждебно относящегося к Владиславу, новый папа Бонифаций IX 18 декабря 1389 года провозгласил его королём Сицилии, Венгрии и Далмации. 29 мая 1390 года Владислав был коронован папским легатом в Гаэте. Однако Людовик II Анжуйский 14 августа 1390 года вошёл в Неаполь с большим количеством подкреплений, после чего последовала 9-летняя война. В июле 1393 года Владислав был объявлен совершеннолетним, после чего его сторонники завоевали завоевали в 1395 году Сорренто и Салерно, Капую, после чего власть Людовика II Анжуйского была ограничена городом Неаполь и Отранто. Поскольку тот в 1298 году отказался подчиняться новому авиньонскому папе Бенедикту XIII, он лишился папского финансирования, необходимого для продолжения войны. В итоге он в конце 1298 году покинул Неаполь, перебравшись в Апулию, где имел много сторонников. Однако самый могущественный феодал Раймондо дель Бальцо Орсини, создавшего в Апулии де-факто независимое владение, неожиданно перешёл на сторону Владислава. 8 мая 1399 года он осадил Таранто, где укрывался Людовик. Город капитулировал 18 июня, а сам Людовик вернулся во Францию. 9 июля капитулировал и Неаполь. Восстановив мир в королевстве, Владислав не стал мстить сторонникам Людовика II Анжуйского, однако в долгосрочной перспективе это привело к финансовым проблемам. В ноябре 1401 года мать провозгласила Владислава королём Венгрии в противовес королю Сигизмунду и 5 августа 1403 года в Заре (Далмация) он был коронован венгерской короной. Однако армия Сигизмунда его прогнала, хотя он и сохранил некоторые владения в Далмации, проданные Венеции в июле 1409 года. В 1406 году Карл завоевал Таранто. В 1411 году произошли новые столкновения с Людовиком II Анжуйским, который 19 мая на берегу Лири разбил армию Владислава. Однако он не стал преследовать соперника, дав тому возможность укрепиться в Сан-Джермано. Когда спустя несколько недель армия Людовика II достигла позиций Владислава, продавить оборону ей не удалось, после чего он вернулся в Рим. В итоге война за Неаполитанское королевство фактически завершилась. |
|                                                                                          | Джованна II                 | 1371 — 2 февраля 1435              | 6 августа 1414                          | 2 февраля 1435                            | Дочь Карла III, королева Неаполя и титулярная королева Сицилии с 1414 года. После неожиданной смерти брата в 1414 года, не оставившего наследников, 43-летняя Джованна унаследовала неаполитанскую корону. Одной из главных забот для неё было добиться признания своего титула от папы. Кроме того, поскольку она уже вышла из детородного возраста, остро стоял вопрос о её наследнике. Добиться своей коронации Джованна II смогла в 1419 году, когда была по воле папы Мартина V 29 октября коронована в Неаполе. Она была вынуждена уступить Неаполь арагонцам, но в 1424 году вернула его. Не имея детей, Джованна последовательно объявляла своими наследниками короля Альфонсо V Арагонского (1420 год), Людовика III Анжуйского (1423 год) и Рене Анжуйского, герцога Лотарингии (ноябрь 1434 года). |
| Анжуйская ветвь Валуа (титулярные короли Неаполя, захватывавшие территорию королевства ) |                             |                                    |                                         |                                           | |
|                                                                                          | Людовик I Анжуйский         | 23 июля 1339 — 20 сентября 1384    | 30 августа 1383                         | 20 сентября 1384                          | Французский принц, сын короля Франции Иоанна II Доброго, граф Анжу в 1351—1360 годах, граф Мэна в 1351—1370, герцог Анжуйский с 1360 года, граф Прованса с 1367 года, герцог Туреньский с 1370 года, герцог Калабрийский в 1380—1383 годах, титулярный король Сицилии с 1383 года. В 1367 году захватил принадлежавший Анжу-Сицилийскому дому Прованс. 29 июня 1380 года королева Неаполя Джованна I усыновила его в Неаполе, пожаловав ему титул герцога Калабрийского. Передача Людовику этого титула была ратифицирована 21/22 июня папой римским Климентом VII в Авиньоне. Он был подтверждён 1 марта 1382 года. После свержения и смерти королевы Джованны Людовик в 1382 году отправился в Италию. Там он 30 августа 1383 года принял титул «король Сицилии», однако умер, прежде чем смог реализовать планы по отвоевыванию Неаполитанского королевства. |
|                                                                                          | Людовик II Анжуйский        | 5 октября 1377 — 29 апреля 1417    | 20 сентября 1384                        | 29 апреля 1417                            | Сын Людовика I, герцог Калабрийский с 1383 года, герцог Анжуйский, граф Прованса и титулярный король Неаполя с 1384 года. После смерти отца унаследовал его владения под регентством матери. Став совершеннолетним, Людовик, которому отец в 1383 году, когда принял титул короля Сицилии, передал титул герцога Калабрийского, стал реализовывать планы отца по отвоевыванию Неаполитанского королевства. 1 ноября 1389 года он был коронован папой Климентом VII в Авиньоне как «король Сицилии». Затем он отправился в Италию и осадил Неаполь, взяв город под контроль в 1390 году. В 1399 году Людовика из Неаполя королём Владиславом. Позже он предпринимал несколько неудачных попыток вернуть себе королевство. Хотя он 19 мая 1411 года смог победить Владислава в битве при Роккасекке, воспользоваться её результатами так и не смогу. В итоге Людовик вернулся во Францию. |
|                                                                                          | Людовик III Анжуйский       | 25 сентября 1403 — 12 ноября 1434  | 29 апреля 1417                          | 12 ноября 1434                            | Сын Людовика II, герцог Анжуйский и титулярный король Неаполя с 1417 года. После смерти в 1410 году не оставившего наследников короля Арагона Мартина I он был одним из пяти претендентов на освободившийся престол. 24 июля 1419 года Людовик отправился в Италию, чтобы сместить королеву Неаполя Джованну II. 4 декабря он был признан папой Мартином V «королём Сицилии». В 1423 году Джованна II аннулировала более раннее усыновление короля Арагона Альфонсо V, усыновив вместо него Людовика III, даровав ему титул герцога Калабрийского. Он умер от малярии в 1434 году. |
|                                                                                          | Рене Добрый                 | 19 января 1409 — 10 августа 1480   | 12 ноября 1434                          | 10 августа 1480                           | Сын Людовика II, граф де Гиз с 1417 года, герцог де Бар в 1419—1453 годах, герцог Лотарингии в 1431—1453 годах, герцог Анжуйский, граф Прованса и титулярный король Неаполя с 1434 года. После смерти тестя он унаследовал Лотарингию по праву жены, но права на герцогство также предъявил граф Антуан де Водемон, который при поддержке герцога Бургундии начал войну. 2 июля Рене попал в плен к бургундцам после проигранной битве при Бульневилле, в котором пробыл до 30 мая 1332 года и был отпущен, оставив в качестве заложников своих двух сыновей. 13 февраля 1433 года Рене и Антуан в Брюсселе договорились о браке своих детей, чтобы заключить мир, а 24 апреля 1434 года император Сигизмунд в Базеле признал права Рене на Лотарингию. В 1435 году он вернулся в Дижон, где пробыл в заключении до 1436 года. По Лильскому договору 28 января 1437 года Рене согласился заплатить выкуп бургундцам в обмен на признание герцогом своих прав на Лотарингию. 27 марта 1441 года Антуан де Водемон отказался от своих претензий на Лотарингию. 2 февраля 1435 года умерла королева Джованны II, после чего Рене заявил свои права на её наследство. Освободившись из бургундского плена, он прибыл в Неаполь 22 мая 1438 года, но 2 июня 1442 года был изгнан королём Арагона Альфонсо V. Он несколько раз безуспешно пытался вернуть себе Неаполитанское королевство, последний раз — в 1453 году, после чего в начале 1454 года окончательно покинул Италию, поселившись в Провансе. После смерти жены в 1353 году он уступил Лотарингию сыну Жану. После смерти своего внука Николя I Лотарингского своим наследником Рене 22 июня 1474 года назначил племянника, Карла Мэнского. При этом герцогство Анжуйское он был вынужден завещать королю Людовику XI, который, не дожидаясь смерти Рэне, захватил это владение в 1375 году. |
|                                                                                          | Карл (IV) Мэнский           | умер 11 декабря 1481               | 10 августа 1480                         | 11 декабря 1481                           | Племянник Рене Анжуйского, сын графа Карла Мэнского (14 октября 1414 — 10 апреля 1473), графа Мэна с 1473 года, граф Прованса и титулярный король Неаполя с 1480 года. Унаследовал права дяди на Неаполь в 1480 году, но в следующем году умер, не оставив наследников. |
| Трастамара                                                                               |                             |                                    |                                         |                                           | |
|                                                                                          | Альфонсо I Великодушный     | 1394 — 26 июня 1458                | 8 июля 1442                             | 26 июня 1458                              | Сын Фернандо I Арагонского, король Арагона (под именем «Альфонсо V») и Сицилии с 1416 года, король Неаполя с 1442 года. Унаследовал после смерти отца Арагон и Сицилию. В мае 1420 года Альфонсо, оставив управлять дома жену, отправился в Италию. Там он в обмен на военную помощь 8 июля 1421 года был усыновлён королевой Неаполя Джованной II, однако в 1423 году она отменила усыновление, признав своим наследником Людовика III Анжуйского. Сам он в это время оказался втянут в конфликты между своими братьями и двоюродным братом Хуаном II, королём Кастилии. В мае 1432 года он прибыл на Сицилию, а в 1433 году вновь был усыновлён Джованной II Неаполитанской. Однако перед смертью в 1435 году она признала своим наследником Рене Анжуйского. Попытка Альфонсо захватить Неаполь военным путём была сорвана генуэзцами 5 августа 1535 года, захвативших его и братьев в Понце в плен. Свободу он получил только в октябре после заключения союза с Филиппо Марией Висконти. С 1436 по 1442 год Альфонсо воевал в против анжуйцев, пытаясь навязать себя в качестве короля. Занять Неаполь ему удалось только 8 июля 1442 года. Там он объявил об объединении Неаполя и Сицилии в «королевство Обеих Сицилий». В июне 1443 года папа Евгений IV признал Альфонсо королём Неаполя. Однако после его смерти Сицилия осталась в руках королей Арагона, а Неаполь отошёл к Ферранто I, незаконнорождённому сыну Альфонсо. |
|                                                                                          | Ферранто I                  | 1424/1431 — 25 января 1494         | 26 июня 1458                            | 25 января 1494                            | Незаконнорождённый сын короля Альфонсо I, король Неаполя с 1458 года. Был назначен отцом своим преемником в Неаполе сразу же после того, как он 26 февраля 1443 года смог захватить власть в королевстве. После того, как Ферранте наследовал отцу, новый король Арагона Хуан II сразу же прекратил военную поддержку Неаполитанского королевства. Папа Каликст III оспаривал права Ферранте на неаполитанский престол, объявив его 14 июля 1458 года выморочным, но его преемник Пий III заключил с новым королём соглашение 17 октября 1458 года, по которому тот признавал папский сюзеренитет. Права Ферранте оспаривал также Жан Анжуйский, титулярный герцог Калабрийский, сын титулярного короля Неаполя Рене. Он смог разбить в 1460 году противника в битве при Сарно, однако в 1462 году Ферранте в свою очередь разбил анжуйцев при Трое. В дальнейшем король Неаполя провёл несколько военных кампаний. В 1481 году он изгнал турок из Отаранто. Кроме того, по призыву папы Ферранте защищал Феррару от венецианцев. |
|                                                                                          | Альфонсо II                 | 4 ноября 1448 — 18 декабря 1495    | 25 января 1494                          | 25 января 1495                            | Старший сын Ферранте I, король Неаполя с 1494 года. С 1484 года помогал отцу управлять королевством и сразу стал крайне непопулярен из-за того, что подавлял восстание знати с особой жестокостью. После того как Альфонсо унаследовал в 1494 году престол, в Неаполь вторгся король Франции Карл VIII, который предъявлял права на Неаполь как наследник анжуйских Валуа. В итоге 25 декабря 1495 года Альфонсо отрёкся от трона в пользу сына и удалился в монастырь на Сицилии, где в том же году умер. |
|                                                                                          | Ферранте II                 | 26 августа 1469 — 5/7 октября 1496 | 25 января 1495                          | 5/7 октября 1496                          | Старший сын Альфонсо II, король Неаполя с 1494 года. После начала французского вторжения в Неаполь его отец 25 января 1495 года отрёкся от трона и Ферранте стал королём. 20 февраля 1495 года Неаполь был захвачен армией Карла VIII Французского, но королю удалось 24 февраля бежать. Он отправился сначала на Искью, а потом в Мессину. В июле или в августе 1496 года Ферранте удалось отбить Неаполь, но уже в октябре он умер. Детей он не оставил, поэтому трон перешёл к его дяде Федериго. |
|                                                                                          | Федериго                    | 19 апреля 1452 — 9 ноября 1504     | 5/7 октября 1496                        | сентябрь 1501                             | Второй сын Ферранте I, князь Сквилачче и Альтамура, князь Тарранто, король Неаполя в 1496—1500 годах. Унаследовал трон после смерти бездетного племянника. Но в ноябре 1500 года король Франции Людовик XII тайно договорился с королём Арагона Фернандо II о разделе итальянских территорий между их королевствами. После этого французская армия вновь вторглась в Неаполитанское королевство. Просьба Федериго к арагонцам о помощи осталась без ответа. В итоге он попал в плен к французам и в сентябре 1501 года был вынужден отречься от престола в пользу Людовика XII. В качестве компенсации Федериго получил 50 тысяч ливров и графство Мэн. Он умер в 1504 году в заключении в Плесси-ле-Тур. Сын и наследник Федериго, Фернандо, герцог Калабрийский (15 декабря 1488 — 26 октября 1550), бежал в Арагон, где король Фернандо II поместил его в заключение, в котором он пробыл до 1523 года. Позже он женился на вдове Фернандо II и был вице-королём Валенсии. |
| Королевство разделено между Францией и Испанией (1501—1503)                              |                             |                                    |                                         |                                           | |
|                                                                                          | Ферранте III Католик        | 10 марта 1452 — 23 января 1516     | 16 мая 1503                             | 23 января 1516                            | Сын Хуана II Арагонского, брата Альфонсо I, Сицилии (под именем «Фернандо II») с 1468 года, король Арагона (под именем «Фернандо II») с 1479 года, король Кастилии и Леона (под именем «Фернандо V») в 1475—1504 годах, король Неаполя с 1503 года. Его брак с Изабеллой, королевой Кастили и Леона, привёл к фактическому объединению их королевств и стало началом образования Испанской империи. Совершеннолетним Фернандо стал в 1466 году, а уже в 1468 году отец присвоил ему титул короля Сицилии, чтобы произвести впечатление на кастильский королевский двор. Брак с кастильской наследницей Изабеллой был заключён в октябре 1469 года. После смерти 11 декабря 1474 года короля Кастилии Энрике IV Фернандо вместе с женой занял Кастильский трон. Отцу в Арагоне он наследовал в 1479 году. В дальнейшем Фернандо смог завоевать последние оставшиеся в Испании владения мавров, завершив объединение Испании. Последней 2 января 1492 года пала Гранада. В знак признания его заслуг перед христианством папа Александр VI присвоил 2 декабря 1496 года Фердинанду почётный титул «Католик». В ноябре 1500 года Фернандо тайно договорился с королём Франции Людовиком XII о разделе итальянских территорий между их королевствами. После завоевания французским королём Неаполя в 1501 году он заключил с ним в 1502 году соглашения о разделе королевства. Вступив в соглашение с Габсбургами, Фернандо сначала занял южную часть Неаполитанского королевства, а в 1503 году неожиданно напал и на северную, выгнав 16 мая французов из Неаполя, а 1 января 1504 года и из Гаэты. Хотя смерть первой жены в 1504 году он был вынужден покинуть Кастилию. Чтобы положение в Кастилии он в 1505 году женился на племяннице французского короля Жермене де Фуа. В конце августа 1512 года он смог завоевать и Наварру. Его наследником стал внук — будущий император Карл V, сын дочери Хуаны Безумной и австрийского эрцгерцога Филиппа I Красивого. |
| Габсбурги, Испанская ветвь                                                               |                             |                                    |                                         |                                           | |
|                                                                                          | Карло IV                    | 24 февраля 1500 — 21 сентября 1558 | 23 января 1516                          | 16 января 1556                            | Внук Фернандо II, король Испании (под именем «Карл I»), Сицилии и Неаполя с 1516 года, император Священной Римской империи (под именем «Карл V») с 1520 года. Карл унаследовал огромные Испанскую и Габсбургскую империю; его владения простирались по всей Европе и включали Испанию, Нидерланды, Австрию, Сицилию и Неаполитанское королевства, кроме того, ему принадлежали заморские земли Испанской Америки. Он пытался удержать империю против набирающих мощь протестантов и усиливающегося давления Османской империи, Франции и враждебности папства. В конце концов он сдался, отказался от императорского титула в пользу брата, а Испанию, Сицилию, Неаполь и Нидерланды передал сыну Филиппу, а сам удалился в монастырь. |
|                                                                                          | Филиппо I                   | 21 мая 1527 — 13 сентября 1598     | 16 января 1556                          | 13 сентября 1598                          | Сын Карло, король Испании (под именем «Филипп II»), Сицилии и Неаполя с 1556 года, король Португалии с 1581 года. Во время правления Филиппа Испанская империя достигла наибольшего могущества, размеров и влияния. При этом он так и не смог подавить начавшееся в Нидерландах в 1566 году восстание и потерял в 1588 году при попытке вторжения в Англию «Непобедимую армаду». |
|                                                                                          | Филиппо II                  | 14 апреля 1578 — 31 марта 1621     | 13 сентября 1598                        | 31 марта 1621                             | Сын Филиппо I, король Испании (под именем «Филипп III»), Португалии, Сицилии и Неаполя с 1598 года. Проводил успешную внешнюю мирную политику в Западной Европой. При этом внутренняя политика характеризовалась правлением королевских фаворитов, сам же Филипп показал себя как ленивый и безразличный к своим обязанностям правитель. Во время его правления из Испании в 1609 году были изгнаны мориски. |
|                                                                                          | Филиппо III                 | 8 апреля 1605 — 17 сентября 1665   | 31 марта 1621                           | 17 сентября 1665                          | Сын Филиппо II, король Испании (под именем «Филипп IV»), Сицилии и Неаполя с 1621 года, король Португалии в 1621—1640 годах. Правление Филиппа характеризуется как период упадка могущества Испанской империи. Хотя испанская армия во время Тридцатилетней войны одержала несколько заметных побед, после вступления в неё в 1635 году Франции все успехи сошли на нет. Кроме того, в 1640 году Испания утратила Португалию, ставшей независимой, а в Каталонии в том же году произошло сепаратистское восстание. К концу правления Филиппа IV Испания, ослабленная военными неудачами и экономическими и социальными неурядицами, превратилась во второсортную державу. |
|                                                                                          | Карло V                     | 6 ноября 1661 — 1 ноября 1700      | 17 сентября 1665                        | 1 ноября 1700                             | Сын Филиппа III, король Испании (под именем «Карл II»), Сицилии и Неаполя с 1665 года. В момент смерти отца Карл был несовершеннолетним, поэтому первые 10 лет правления за него управляла королева-мать Марианна Австрийская в качестве регента. Правительство в основном было занято интригами и борьбой с амбициями французского короля Людовика XIV и Нидерландов. Когда же стало ясно, что у Карла II никогда не будет детей, остро встала проблема престолонаследия. Последние 3 года его правления при дворе боролись происпанская и проавстрийская партия. Хотя Карл II был полон решимости сохранить территориальную целостность страны, после его смерти началась война за Испанское наследство, в результате которой европейские владения Испанской империи были разделены. |
| Испанские Бурбоны                                                                        |                             |                                    |                                         |                                           | |
|                                                                                          | Филипп IV                   | 19 декабря 1683 — 9 июля 1746      | 1 ноября 1700                           | 1713                                      | Внук короля Франции Людовика XIV, внук короля Сицилии Филиппа III, герцог Анжуйский в 1683—1700 годах, король Испании (под именем «Филипп V») и Неаполя с 1700 года, король Сицилии в 1700—1713 годах, основатель испанской ветви Бурбонов. Во время его правления Испания смогла восстановить часть своего прежнего влияния в политике. После смерти короля Карла II Людовик XIV добился возведения Филиппа на испанский престол на том основании, что он был правнуком Филиппа IV Испанского. Однако отказ французского короля исключить внука из линии наследования французского престола привёл к войне за Испанское наследство, продолжавшейся до 1713 года. По условиям заключённого в этом году Утретского мира Филипп лишился Неаполитанского и Сицилийского королевств, а также Испанских Нидерландов, но сохранил испанский трон и Испанскую америку. |
| Габсбурги, Австрийская ветвь                                                             |                             |                                    |                                         |                                           | |
|                                                                                          | Карло VI                    | 1 октября 1685 — 20 октября 1740   | 1713                                    | 1735                                      | Второй сын императора Леопольда I. Император Священной Римской империи (под именем «Карл VI»), король Чехии (под именем «Карел II») и Венгрии (под именем «Карл III») и эрцгерцог Австрии с 1711 года, король Неаполя в 1713—1735 годах, король Сицилии в 1720—1734 годах. Он предъявил права на испанский престол после смерти короля Карла II в 1700 году. В ходе начавшейся в 1701 году войны за Испанское наследство его права признали большая часть Германии, Англия, Португалия и Нидерланды. После смерти в 1711 году старшего брата Иосифа I Карл унаследовал все австрийские владения Габсбургов. После этого, обеспокоенные возможным восстановлением империи Карла V, его союзники в 1713 году признали королём Филиппа V по условиям Утрехтского мира. Однако Карл продолжил войну против Франции до 1714 года, когда по условиям Раштаттского мира он не получил в качестве компенсации за утерю Испании владения в Италии, включая Неаполитанское королевство. Однако в 1733 году он вмешался в войну за Польское наследство, в результате проигрыша в которой лишился части владений, в том числе и Неаполитанского королевства. |
| Испанские Бурбоны                                                                        |                             |                                    |                                         |                                           | |
|                                                                                          | Карло VII                   | 20 января 1716 — 14 декабря 1788   | 1735                                    | 6 октября 1759                            | Старший из сыновей короля Испании Филиппа V, родившегося во втором браке с Елизаветой Фарнезе). герцог Пармы и Пьяченцы (под именем «Карло I») в 1731—1735 годах, король Неаполя (под именем «Карл VI») в 1734—1759 годах, король Сицилии (под именем «Карл IV») в 1735—1759 годах, король Испании (под именем «Карл III») с 1759 года. После смерти 20 января 1731 года последнего представителя династии Фарнезе предъявил права согласно Гаагскому договору 1720 года на Парму и Пьяченцу и приказал своим войскам захватить их. В качестве регента ими управляла его бабушка — вдовствующая герцогиня Пармы и Пьяченцы Доротея София Нейбургская. Затем завоевал Неаполь (в 1734 году) и Сицилию (в 1735 году) и 3 июля 1735 года короновался в Палермо как король Неаполя и Сицилии. Это завоевание было признано Венским договором 1738 года, однако он в 1736 году был вынужден отказаться от Пармы и Пьяченцы, оккупированными австрийскими войсками, в пользу императора Карла VI. После смерти в 1759 году старшего брата, короля Испании Фернандо VI, Карл унаследовал и титул короля Испании. 6 октября, незадолго до отплытия в Испанию, он назначил своего третьего сына Фернандо, которому было всего 8 лет, королём Сицилии и Неаполя. |
|                                                                                          | Фернандо IV                 | 12 декабря 1751 — 4 января 1825    | 6 октября 1759 21 июня 1799 19 мая 1815 | 23 января 1799 30 марта 1806 декабрь 1816 | Третий сын Карла VI, король Сицилии (под именем «Фернандо III») в 1759—1816 годах, король Неаполя в 1759—1806 и 1815—1816 годах, король Обеих Сицилий (под именем «Фернандо I») с 1816 года. В восьмилетнем возрасте 6 октября 1759 года назначен отцом, который только что унаследовал испанскую корону, королём Сицилии и Неаполя. Связано это было с тем, что один из старших братьев, Филипп, был умственно неполноценным, а второй, Карл, должен был после смерти отца унаследовать испанскую корону. Из-за несовершеннолетия короля управление королевствами было предоставлено регентскому совету, находившегося в тесной связи с испанским двором. Совершеннолетним Фернандо стал 12 января 1767 года, после чего получил всю полноту власти. Первым его шагом стало изгнание иезуитов из королевства. Фернандо был относительно слабым и неуверенным правитель, находясь под сильным влиянием своей жены — Марии Каролины Австрийская, после женитьбы на которой в 1768 году он перестал следовать либеральную политике, которую ранее проводил его отец. Жена вовлекла его в австро-английскую коалицию, выступавшую против Французской революции 1793 года. В 1798 году Фернандо напал на поддерживаемую Францией Римскую республику, но в ответ французы 21 декабря вторглись в Неаполь, образовав там Партенопейскую республику. Фернандо бежал в Сицилию. Когда в июне 1799 года республика была свергнута, он вернулся в Неаполь и казнил её сторонников, чем нарушил условия их капитуляции. В 1806 году Неаполь заняла армия Наполеона, посадившего на трон своего брата. Фернандо вновь бежал в Неаполь. После падения Наполеона он вернулся, а в декабре 1816 года Неаполь и Сицилия объединились в «Королевство Обеих Сицилий». |
| В составе Партенопейской республики (январь — июнь 1799)                                 |                             |                                    |                                         |                                           | |
| Бонапарты                                                                                |                             |                                    |                                         |                                           | |
|                                                                                          | Джезеппе (Жозеф) I          | 7 января 1768 — 28 июля 1844       | 30 марта 1806                           | 6 июня 1808                               | Брат Наполеона I, король Неаполя и Сицилии в 1806—1808 годах, король Испании в 1808—1813 годах. 30 марта 1806 года назначен братом королём Неаполя, изгнав короля Фернандо. В том же году он императорским указом уничтожил остатки феодализма, реформировал монашеские ордена, а также реорганизовал судебную, финансовую и образовательную систему. С 1808 года Наполеон всё больше был недоволен братом. 6 июня 1808 года он отозвал его из Неаполя, заменив на Иоахима Мюрата, а его назначил королём Испании. В том же году был вынужден покинуть Мадрид, когда испанские повстанцы разбили французскую армию в битве при Байлене, но в конце года Наполеон восстановил брата на троне. С тех пор он находился в подчинённом положении, что заставляло его четырежды предлагать отречься от трона. В итоге Жозеф отрёкся от престола 11 декабря 1813 года. |
| Мюраты                                                                                   |                             |                                    |                                         |                                           | |
|                                                                                          | Джиоахино (Иоахим) Наполеон | 25 марта 1767 — 13 октября 1815    | 1 августа 1808                          | 19 мая 1815                               | Военачальник Наполеона I, муж его сестры Каролины, великий герцог Клеве и Берга в 1806—1808 годах, король Неаполя в 1808—1815 года. 15 марта 1806 года Наполеон сделала Иоахима Мюрата великим герцогом Клеве и Берга. 1 августа 1808 года назначил его королём Неаполя и Сицилии вместо своего брата Жозефа. 19 мая 1815 года он был свергнут сторонниками бывшего короля Фернандо III и бежал во Францию. После второй реставрации Бурбонов он отплыл на Корсику, откуда отправился в Италию в попытке вернуть себе Неаполитанское королевство. Высадившись Пиццо-Калабро 7 октября, он был атакован жандармами и взят в плен. Комиссия, назначенная королём Неаполя, приговорила его к казни, в результате чего 13 октября Иоахим был расстрелян замке Пиццо. |

В 1816 году вошло в состав королевства Обеих Сицилий.